# Mervana Jugić-Salkić
Mervana Jugić-Salkić (Zenica, 14 maggio 1980) è un'ex tennista bosniaca.

## Carriera
Tennista specializzata nel doppio ha ottenuto in questa disciplina i risultati più importanti, ha conquistato due titoli WTA su quattro finali raggiunte. Detiene il record di successi rappresentando la Bosnia in Fed Cup: trentatré vittorie su cinquantuno incontri.
Nei tornei dello Slam il suo risultato migliore è stato il terzo turno a Wimbledon 2006, raggiunto in coppia con la finlandese Emma Laine.

## Statistiche

### Doppio

#### Vittorie (2)
| Legenda: Prima del 2009 | Legenda: Dal 2009     |
| ----------------------- | --------------------- |
| Grande Slam (0)         |                       |
| Ori Olimpici (0)        |                       |
| WTA Finals (0)          |                       |
| Tier I (0)              | Premier Mandatory (0) |
| Tier II (0)             | Premier 5 (0)         |
| Tier III (0)            | Premier (0)           |
| Tier IV (1)             | International (0)     |
| Tier V (1)              | WTA 125s (0)          |

| N. | Data           | Torneo                           | Superficie  | Compagna              | Avversarie in finale                    | Punteggio        |
| 1. | 5 gennaio 2004 | ASB Classic, Auckland            | Cemento     | Jelena Kostanić Tošić | Paola Suárez Virginia Ruano Pascual     | 7-6(6), 3-6, 6-1 |
| 2. | 11 luglio 2005 | Internazionali di Modena, Modena | Terra rossa | Julija Bejhel'zymer   | Gabriela Navrátilová Michaela Paštiková | 6–2, 6-0         |

#### Sconfitte (2)
| Legenda: Prima del 2009 | Legenda: Dal 2009     |
| ----------------------- | --------------------- |
| Grande Slam (0)         |                       |
| Argenti Olimpici (0)    |                       |
| WTA Finals (0)          |                       |
| Tier I (0)              | Premier Mandatory (0) |
| Tier II (0)             | Premier 5 (0)         |
| Tier III (0)            | Premier (0)           |
| Tier IV (1)             | International (1)     |
| Tier V (0)              | WTA 125s (0)          |

| N. | Data           | Torneo                | Superficie  | Compagna     | Avversarie in finale                  | Punteggio        |
| 1. | 14 aprile 2008 | Estoril Open, Estoril | Terra rossa | İpek Şenoğlu | Flavia Pennetta Marija Kirilenko      | 4-6, 4-6         |
| 2. | 22 luglio 2012 | Swedish Open, Båstad  | Terra rossa | Eva Hrdinová | Catalina Castaño Mariana Duque Mariño | 6–4, 5–7, [5–10] |

## Risultati in progressione
| Sigla | Risultato               |
| ----- | ----------------------- |
| V     | Vincitore               |
| F     | Finalista               |
| SF    | Semifinalista           |
| O     | Oro olimpico            |
| A     | Argento olimpico        |
| SF    | Bronzo olimpico         |
| QF    | Quarti di Finale        |
| 4T    | Quarto turno            |
| 3T    | Terzo turno             |
| 2T    | Secondo turno           |
| 1T    | Primo turno             |
| RR    | Round Robin             |
| LQ    | Turno di qualificazione |
| A     | Assente                 |
| ND    | Non disputato           |

| Legenda superfici    |
| -------------------- |
| Cemento              |
| Terra battuta        |
| Erba                 |
| Superficie variabile |

### Singolare nei tornei del Grande Slam
| Torneo          | 2004 | 2005 | 2006 | 2007 | 2008 | 2009 | 2010 | 2011 | 2012 | 2013 | 2014 |
| --------------- | ---- | ---- | ---- | ---- | ---- | ---- | ---- | ---- | ---- | ---- | ---- |
| Australian Open | A    | A    | A    | A    | A    | A    | A    | A    | A    | A    | A    |
| Open di Francia | 1T   | 1T   | A    | A    | A    | A    | A    | A    | A    | A    | A    |
| Wimbledon       | 1T   | A    | A    | A    | A    | A    | A    | A    | A    | A    | A    |
| US Open         | A    | A    | A    | A    | A    | A    | A    | A    | A    | A    | A    |

### Doppio nei tornei del Grande Slam
| Torneo          | 2004 | 2005 | 2006 | 2007 | 2008 | 2009 | 2010 | 2011 | 2012 | 2013 | 2014 |
| --------------- | ---- | ---- | ---- | ---- | ---- | ---- | ---- | ---- | ---- | ---- | ---- |
| Australian Open | 1T   | 1T   | 1T   | A    | A    | 2T   | A    | A    | A    | 1T   | A    |
| Open di Francia | 1T   | A    | 2T   | A    | 1T   | 1T   | A    | A    | A    | 1T   | A    |
| Wimbledon       | 1T   | A    | 3T   | A    | 1T   | 1T   | A    | A    | A    | 1T   | A    |
| US Open         | 2T   | 2T   | A    | A    | A    | A    | A    | A    | 2T   | A    | A    |

### Doppio misto nei tornei del Grande Slam
Nessuna partecipazione

## Vittorie contro giocatrici Top 10
| Stagione | 2009 | Totale |
| -------- | ---- | ------ |
| Vittorie | 1    | 1      |

| #    | Giocatrice          | Ranking | Evento           | Superficie  | Turno   | Punteggio        | Rank. MJSR |
| ---- | ------------------- | ------- | ---------------- | ----------- | ------- | ---------------- | ---------- |
| 2009 |                     |         |                  |             |         |                  |            |
| 1.   | Agnieszka Radwańska | 9       | Fed Cup, Tallinn | Cemento (i) | Z-EA IB | 1-6, 6-4, 7-6(5) | 170        |